# Sikorsky S-70
Sikorsky S-70 je srednje velik dvomotorni transportni/večnamenski helikopter ameriškega podjetja Sikorsky Aircraft. Razvit je bil za Ameriško kopensko vojsko v 1970ih, kjer je zmagal in dobil oznako UH-60 Black Hawk. UH-60 je eden izmed najbolj širikouporabljanih vojaških helikopterjev po svetu z več kot 4000 izdelanimi. Civilne in vojaške verzije imajo različne S-70 oznake.
S-70 je bil zasnovan kot naslednik delovnega konja UH-1 Iroquois. Zgradili so tri prototipe YUH-60A, prvi let je opravil oktobra 1974. Na razpisu mu je neuspešno konkuriral Boeing-Vertol YUH-61A. UH-60 je dobil pogodbo in vstopil v uporabo leta 1979.
Po vstopu v uporabo je bil modificiran za nove misije kot so polaganje min in medicinske prevoze. EH-60 so predelali za elektronsko bojevanje, MH-60 pa za posebne naloge. UH-60L je imel močnejše motorje in boljše sposobnosti. UH-60M ima stekleni kokpit, FMS in izboljšn pogonski sklop.
S-70 je zmožen opravljati različne naloge, kot je npr. »zračna konjenica«, elektronsko bojevanje, medicinske evakuacije, transport ameriškega predsednika "Marine One", zračne napade z 11 vojaki, lahko prevaža havbico M102 howitzer s 30 izstrelki in šestčlansko posadko. Lahko prevaža največ 4100 kg tovora na kljuki.
Ameriška mornarica uporablja različici SH-60B Seahawk in SH-60F Ocean Hawk. HH-60G Pave Hawk je specializiran za reševanje sestreljenih pilotov in je opremljen za prečrpavanje goriva v zraku. Ameriška obalna straža uporablja HH-60J Jayhawk.
S-70A Firehawk je različica za zračno gašenje požarov, iskanje in reševanje ter prevoz tovora.

## Tehnične specifikacije (S-70i)
- Posadka: 2
- Kapaciteta: 14-17 sedežev/12 vojakov/6 nosil
- Tovor: 4 072 kg (9 000 lb) eksterno
- Dolžina: 19,76 m (64 ft 10 in)
- Premer rotorja: 53 ft 8 in (16,36 m)
- Višina: 5,33 m (17 ft 6 in)
- Prazna teža: 5347 kg (11 790 lb)
- Maks. vzletna teža: 9 997 kg (22 000 lb)
- Motorji: 2 × General Electric T700-GE-701D turbogredni, 1 409 kW (1 940 KM) vsak
- Kapaciteta goriva: 1 360 L (v notranjosti)

- Maks. hitrost: 361 km/h (195 vozlov, 224 mph)
- Potovalna hitrost: 163 vozov, (149 vozlov, normalna hitrost)
- Dolet: 463 km, (288 mi, 250 nmi) z 20 min rezervo
- Višina leta (servisna): 6 096 m (20 000 ft)
- Hitrost vzpenjanja: 11,43 m/s (2 250 ft/m)